# 罗特河畔普法芬霍芬
罗特河畔普法芬霍芬（德語：Pfaffenhofen an der Roth，官方拼写为，發音：[pfafn̩ˈhoːfn̩ ʔan deːɐ̯ ˈʁoːt]）是德国巴伐利亚州施瓦本行政区新乌尔姆县的市镇，面积42.68平方千米，2023年12月31日人口为7,412人。